# 大斯洛比德卡
48°34′29″N 26°42′43″E / 48.57472°N 26.71194°E
大斯洛比德卡（烏克蘭語：Велика Слобідка），是烏克蘭的村落，位於該國西部赫梅利尼茨基州，由卡緬涅茨-波多利斯基區負責管轄，面積1.83平方公里，2001年人口864，人口密度每平方公里473.2人。